# Авл Гірцій
Авл Гірцій (лат. Aulus Hirtius; 90 до н. е. — 21 квітня 43 до н. е.) — військовий, державний та політичний діяч Римської республіки, консул 43 року до н. е.

## Життєпис
Син Авла Гірція, цензора у Ферентіні у 85—80 роках до н. е.
Замолоду перебрався до Риму. Навчався у Цицерона риториці. У 54 році до н. е. служив у Галлії в Цезаря на посаді легата. У грудні 50 року до н. е. Цезар направив Гірція до Риму для перемовин, але він повернувся назад, не зустрівшися з Метеллом Сципіоном.
З початком громадянської війни між Гаєм Цезарем та Гнеєм Помпеєм Магном у 49 році до н. е. супроводжував Цезаря в Іспанії. У 48 році до н. е. обрано народним трибуном. Під час своєї каденції провів закон, який надавав Цезарю право вирішувати долю помпеянців. У 47 році до н. е. разом з Цезарем знаходився в Антіохії. У 46 р. обіймав посаду претора, у квітні був присутній у Пренесте на іграх на честь Фортуни.
Займав важливе місце в оточенні Цезаря, входив до числа його довірених осіб і володів значним впливом. Вів переговори з Цезарем про долю Марка і Квінта Цицеронів.
Взимку 46—45 років до н. е. брав участь в іспанській війні Цезаря проти Гнея Помпея Молодшого. З квітня 45 року до н. е. намісник Трансальпійської Галлії, був проголошений імператором за перемогу над германцями. У 45 році до н. е. увійшов до колегії авгурів. Рішенням Цезаря був заздалегідь призначений на посаду консула на 43 рік до н. е.
Після вбивства Цезаря на нараді цезаріанців 16 березня 44 року до н. е. запропонував вступити в переговори зі змовниками і укласти з ними мир. Навесні—влітку 44 року до н. е. брав участь у нарадах цезаріанцев, багато контактував з Цицероном, який намагався перетягнути його на бік республіканців. Погодився допомогти Аттіку в питанні про землю бутротців. Під впливом  Цицерона і неприязні до Антонія зважився виступити проти останнього. Восени 44 року до н. е. тяжко захворів.
У 43 році до н. е. обійняв посаду консула разом з Гаєм Вібієм Пансою. У січні разом з колегою отримав від сенату доручення вести війну проти Марка Антонія. Незважаючи на хворобу, Гірцій виступив до Цизальпийської Галлії, об'єднавшись з військом Октавіана і прийнявши над ним верховне командування, проте не квапився з військовими діями і таємно листувався з Антонієм. Витіснив гарнізон Антонія з Клатерни, 19 березня привів армію до Галльського Форуму на допомогу Пансі й здобув перемогу над Антонієм, був проголошений імператором. 21 квітня загинув у другій битві при Мутині. Був удостоєний почесного поховання на Марсовому полі.

## Літературна діяльність
У 45 році до н. е. написав твір з осудженням Марка Катона. Гірцій вважається автором восьмої книги Записок Цезаря — «Александрійська війна». Також є версія щодо авторства Гірція інших книг «Африканська війна» та «Іспанська війна». З огляду на тогочасну політичну та суспільну ситуацію цікавими видаються листи Гірція до Цицерона, що опубліковані у 9 книгах.